# Мъж се разхожда на ъгъла
„Мъж се разхожда на ъгъла“ (на английски: Man Walking Around A Corner) е късометражен ням филм от зората на кинематографията, заснет от френския инженер и фотограф Луи Льо Принс.

## Продукция
Филмът представлява поредица от 16 последователни бързозаснети фотографии на мъж, който се разхожда на ъгъла на две улици, които при светкавична прожекция се превръщат в кинолента. Смята се, че са заснети с шестнадесет обективна камера, но това не е много сигурно, защото изображенията изглеждат така, сякаш са снимани с единичен обектив. Вероятното място на снимките е Париж и по-точно на ъгъла на улиците „Ру Бошар дьо Сарон“ (където Льо Принс е живял) и „Авеню Трюден“. Точната дата на заснемането на филма не е известна, но на 18 август 1887 година Льо Принс, който по това време е бил в Лийдс, Великобритания е изпратил писмо до съпругата си в Ню Йорк, в което са били фотографиите.